# Vireo approximans
Vireo approximans  (лат.) — вид воробьинообразных птиц из семейства виреоновых. Эндемик острова Провиденсия. Естественной средой обитания этих птиц являются субтропические или тропические влажные равнинные леса, субтропические или тропические влажные горные леса, плантации, а также сильно поврежденные бывшие леса. Возможная утрата мест обитания представляет угрозу для вида.
Иногда считается подвидом Vireo crassirostris или Vireo pallens. Вопрос о видовой самостоятельности Vireo approximans или его принадлежности к одному из них требует дополнительных исследований.